# 開國 (電視劇)
《开国》是1983年韩国KBS大河連續劇。剧情展现了从高丽王朝摆脱元朝统治，直到朝鮮王朝取代高丽的过程。主要人物是林東真扮演的李成桂和林赫扮演的高麗恭愍王王祺。

## 演员表
- 林東真：李成桂
- 林赫：恭愍王
- 鮮于銀淑：魯国公主
- 盧宙鉉：趙浚
- 金鍾潔：郑世云
- 白贊基（백찬기）：辛旽
- 琴寶羅：般若
- 安炳京：林堅味
- 金興基：郑道传
- 宋在浩：鄭夢周
- 申久：崔莹
- 朴容植：慶復興
- 南一祐：廉悌臣
- 林爀柱：李芳远
- 張勇：趙仁沃
- 李信宰：尹紹宗
- 金成謙：李芳实
- 俞炳漢（유병한）：李仁任
- 宣东赫：睦忠
- 朴七用：趙胖
- 白駿基：阿只拔都